# كارلا هنري
كارلا هنري(بالإنجليزية: Karla Henry)‏(مواليد 23 مايو 1986 ) هي ملكة جمال كندية وفلبنية وهي صاحب أول لقب جمالي في الفلبين وآسيا .